# اونی والاکاری
اونی والاکاری (فنلاندی: Onni Valakari؛ زادهٔ ۱۸ اوت ۱۹۹۹) بازیکن فوتبال اهل فنلاند است.
از باشگاه‌هایی که در آن بازی کرده‌است می‌توان به باشگاه فوتبال ترومسو اشاره کرد.
وی همچنین در تیم‌های ملی فوتبال زیر ۲۱ سال فنلاند، و فنلاند بازی کرده‌است.